# Clepsis canariensis
Clepsis canariensis es una especie de polilla del género Clepsis, categorizada en la tribu Archipini, de la subfamilia Tortricinae.

## Distribución
Se distribuye por España.

## Taxonomía
Fue descrita por Rebel, in Rebel & Rogenhofer en 1896 y publicada en (Tortrix subcostana var.), Ann. Naturhist. Hofmus 11: 116.